# Baguio
Baguio – miasto na Filipinach na wyspie Luzon w prowincji Benguet ok. 200 km na północ od Manili; zwane City of the Pines. Oficjalna letnia rezydencja prezydentów Filipin. W 2010 roku jego populacja liczyła 318 676 mieszkańców.

## Położenie i klimat
Baguio leży na średniej wysokości 1370 m n.p.m., zajmuje powierzchnię 49 km²; współrzędne geograficzne 16°25′N 120°36′E/16,416667 120,600000.
Średnie temperatury są tu o ok. 8 stopni niższe niż w Manili, zaś opady dwukrotnie intensywniejsze, jednak większość z nich przypada na okres od czerwca do października. W pozostałych miesiącach panują tu idealne warunki klimatyczne; miasto jest nazywane „Letnią stolicą Filipin” (do 1976 r. było nią oficjalnie).

## Ludność
W roku 2005 miasto liczyło 273 tys. mieszkańców; prognoza na rok 2010 przewiduje ponad 303 tys. Baguio jest miastem młodych ludzi, około 2/3 populacji jest w wieku poniżej 30 lat. Roczny przyrost liczby mieszkańców jest na poziomie ok. 5%. W czasie szczytu wakacyjnego liczba ludności w mieście potraja się.
W Baguio językiem codziennego użytku jest filipiński dialekt Ilocano, ale wszędzie można porozumieć się po angielsku. Ponad 80% ludności stanowią katolicy.

## Komunikacja
Baguio jest ważnym węzłem komunikacyjnym, prowadzi tu wiele autostrad i dróg, w tym najstarsza Kennon Road z 1905 r. oraz Marcos Highway, Quirino Highway (Naguilian Road), Halsema Highway i in. Połączenie kolejowe z Manilą zostało przerwane w 1990 r. podczas trzęsienia ziemi towarzyszącego erupcji wulkanu Pinatubo. Funkcjonuje natomiast port lotniczy Laokan, położony ok. 20 km od centrum.

## Gospodarka
Jakkolwiek podstawowymi źródłami dochodów są handel i turystyka, miasto jest również ośrodkiem wydobycia złota i srebra, pozyskiwana jest także krzemionka oraz wapień.

## Kultura i edukacja
Baguio jest słynnym ośrodkiem tradycyjnej medycyny filipińskiej, można tu spotkać szamanów-uzdrowicieli, wykonujących jakoby operacje chirurgiczne gołymi rękami. Znane jest również z pięknych wyrobów rzemieślniczych.
Siedziba kilku uczelni wyższych, m.in. University of the Philippines College Baguio, Saint Louis University (zał. 1911), University of Baguio (zał. 1948), Philippine Military Academy.

## Atrakcje turystyczne

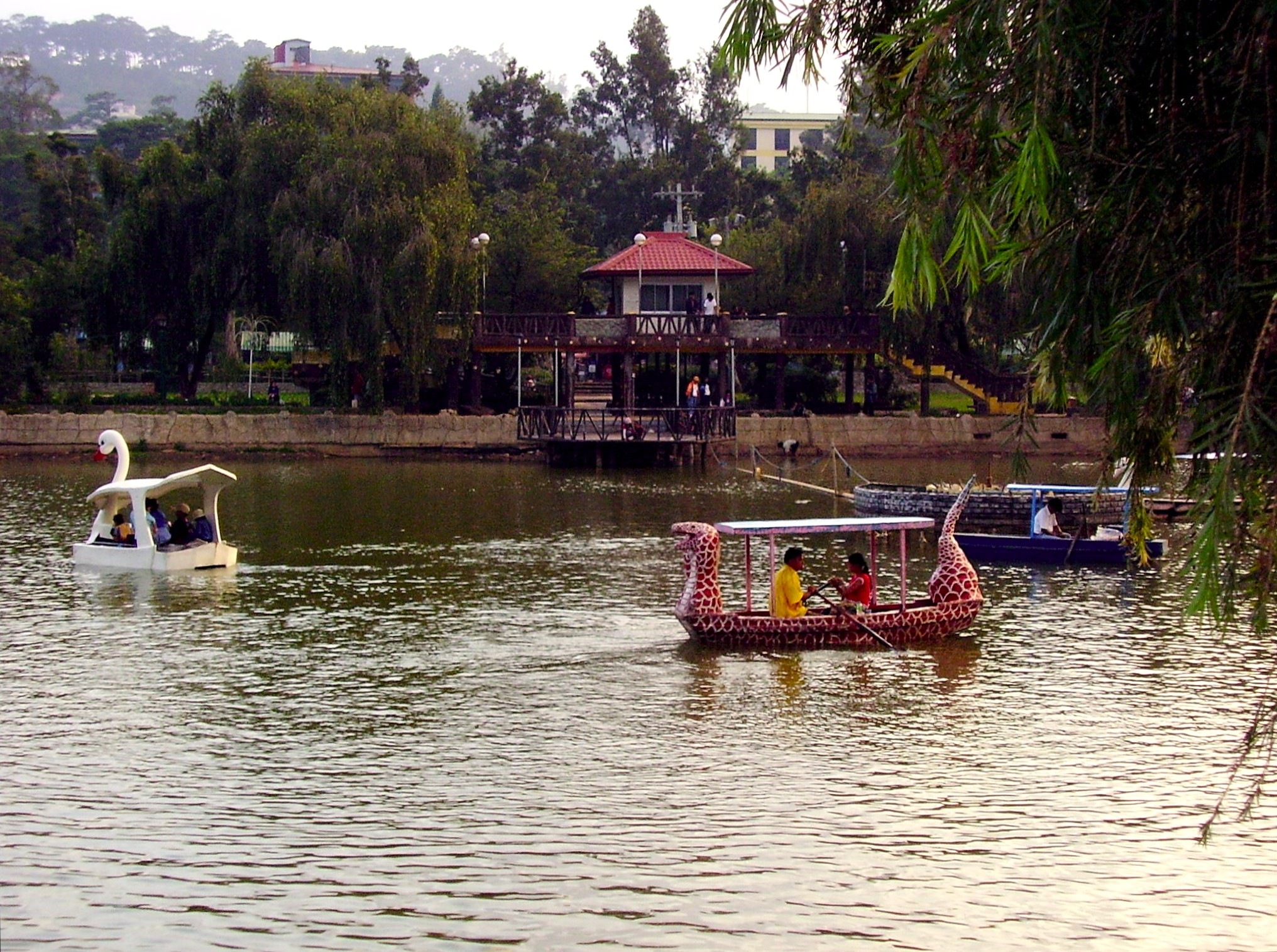
Sztuczne jezioro w Burnham Park

- Ogród botaniczny będący jednocześnie skansenem;
- Burnham Park z 1909 r., najstarszy park w mieście, ze sztucznym jeziorem i licznymi obiektami sportowymi;
- Camp John Hay, dawny amerykański obóz wojskowy, w 1991 r. przekazany miastu, położony wśród lasów sosnowych;
- Mines View Park, nieużywane już kopalnie złota i srebra udostępnione dla zwiedzających;
- The Mansion House, była siedziba gubernatorów amerykańskich, następnie letnia rezydencja prezydentów Filipin;
- Katedra, rozpoznawalny symbol miasta;
- Kapliczka Lourdes Grotto, ośrodek kultu religijnego;
- Gorące źródła Asin, 16 km na północ od miasta.

## Historia
Na początku XX wieku amerykański gubernator Luke E. Wright zlecił słynnemu architektowi Danielowi H. Burnhamowi zaprojektowanie kurortu, w którym mogliby odpoczywać od gorącego klimatu Manili żołnierze, urzędnicy i ich rodziny. W 1905 r. powstał plan miasta-ogrodu mającego liczyć 25 do 30 tysięcy mieszkańców. Oficjalne ogłoszenie Baguio miastem odbyło się 1 września 1909 r. Rozwój miasta przyspieszyło wydobycie w pobliżu złota i rud miedzi. Do 1937 roku władzę w mieście mieli Amerykanie, później stopniowo przejmowali ją Filipińczycy, pierwsze całkowicie wolne wybory władz miasta odbyły się w 1957 roku.
W 1978 r. odbył się tu mecz o szachowe mistrzostwo świata pomiędzy Anatolijem Karpowem a Wiktorem Korcznojem.

## Współpraca
- Butuan, Filipiny
- Tagaytay, Filipiny
- Cagayan de Oro, Filipiny
- Candon, Filipiny
- Lucena, Filipiny
- Siniloan, Filipiny
- Cuzco, Peru
- Hangzhou, Chińska Republika Ludowa
- Nazaret, Izrael
- Hanyū, Japonia
- Kisłowodsk, Rosja
- Taebaek, Korea Południowa
- Union City, Stany Zjednoczone
- Vallejo, Stany Zjednoczone
- Vaughan, Kanada
- Wakkanai, Japonia